# Bożenna Bojar
Bożenna Zofia Bojar (ur. 9 sierpnia 1941 w Warszawie) – polska polonistka, językoznawczyni, profesor, nauczyciel akademicki Uniwersytetu Warszawskiego.

## Życiorys
Córka Ireny i Henryka Zarembów. Absolwentka polonistyki na Wydziale Filologicznym Uniwersytetu Warszawskiego. Stopień magistra filologii polskiej uzyskała w 1964 na podstawie pracy z językoznawstwa na temat statystycznej analizy leksyki tekstów naukowo-technicznych dotyczących obserwacji sztucznych satelitów Ziemi. Tytuł doktora nauk humanistycznych otrzymała w 1972 na Wydziale Filologii Obcych Uniwersytetu Warszawskiego na podstawie rozprawy „Struktura semantyczna i składnia czasowników dotyczących procesów informacyjnych”, napisanej pod kierunkiem Olgierda Adriana Wojtasiewicza, stopień doktora habilitowanego nauk humanistycznych otrzymała w 1978 po przedłożeniu rozprawy ”Opis semantyczny czasowników ruchu oraz pojęć związanych z ruchem”. Profesorskie tytuły naukowe: od 1991 – profesor, od 1996 profesor zwyczajny.

## Praca zawodowa i naukowa
Od 1964 zatrudniona w Katedrze Lingwistyki Formalnej na Wydziale Neofilologii UW, od 2003 w Katedrze Hungarystyki, w latach 2009–2013 była jej kierownikiem. Współpracowała z Instytutem Informacji i Studiów Bibliologicznych UW w ramach specjalizacji informacja naukowa. Prowadziła wykłady i seminaria doktoranckie z zakresu językoznawstwa i informacji naukowej. Jest promotorką 13 doktoratów, m.in.: Barbary Sosińskiej-Kalaty (1986), Elżbiety Artowicz (1990), Jadwigi Woźniak-Kasperek (1990).
Prowadzi badania naukowe z zakresu lingwistyki formalnej, w szczególności semantyki, semantyki czasownika, kodów semantycznych, opisu konfrontatywnego języków naturalnych, terminologii, formalizacji języka, metainformacji, związków między językiem naturalnym a językami sztucznymi, języków informacyjno-wyszukiwawczych.
Jest autorką podręczników akademickich z językoznawstwa, kilkudziesięciu artykułów oraz haseł z zakresu logiki i językoznawstwa w Słowniku terminologicznym informacji naukowej (1979), redaktorem naukowym, autorką koncepcji i współautorką haseł w Słowniku encyklopedycznym terminologii języków i systemów informacyjno-wyszukiwawczych (1993) oraz Słowniku encyklopedycznym informacji, języków i systemów informacyjno-wyszukiwawczych (w 2002 publikacji przyznano Nagrodę Naukową Stowarzyszenia Bibliotekarzy Polskich im. Adama Łysakowskiego).
W latach siedemdziesiątych i osiemdziesiątych angażowała się w prace związane z przygotowaniem systemów informacyjnych dla sieci bibliotek i ośrodków informacji. Była członkiem Senackiej Komisji ds. Bibliotek i Systemów Informacyjnych Uniwersytetu Warszawskiego, konsultantem naukowym Ośrodka Informacji Naukowej PAN, przewodniczącą, wiceprzewodniczącą oraz członkiem Rady Naukowej Instytutu Informacji Naukowej i Bibliotekoznawstwa UW. Była też członkiem komitetu redakcyjnego serii Materiały Szkoleniowe Centrum Informacji Naukowej, Technicznej i Ekonomicznej oraz redaktorem naukowym kilku opublikowanych w tej serii prac, konsultantem naukowym prac nad tworzeniem systemu informacji dokumentacyjnej w zakresie językoznawstwa slawistycznego w Instytucie Slawistyki PAN. Od lat siedemdziesiątych współpracowała jako członek komitetu redakcyjnego i autorka z czasopismem „Zagadnienia Informacji Naukowej”, którego w latach 1992–2012 była redaktorem naczelnym. W latach 1977–1982 była kierownikiem studiów doktoranckich z zakresu systemów informacyjnych na UW.

## Odznaczenia i medale
- Złoty Krzyż Zasługi – 1986
- Medal Komisji Edukacji Narodowej
- Srebrny Medal „Zasłużony Kulturze Gloria Artis” – 2012[2]
- Srebrny Medal 200-lecia Uniwersytetu Warszawskiego – 2015
- Medal Złoty za Długoletnią Służbę – 2017

## Wybrane publikacje
- Elementy językoznawstwa dla informatyków, Warszawa : OIN PAN, 1974.
- Polskie czasowniki z wbudowanym argumentem, „Polonica” 1975, s. 167–186, ISSN 0137-9712.
- Zarys językoznawstwa dla informatyków, Warszawa : Wydawnictwo UW, 1976 (wyd. 2. zmienione 1991), ISBN 83-230-0271-1.
- Polskie czasowniki dotyczące procesów informacyjnych (elementy metainformacji w tekstach języka naturalnego), „Studia językoznawcze. Streszczenia prac doktorskich” 1978, s. 7–43. ISSN 0208-8665.
- Opis semantyczny czasowników ruchu oraz pojęć związanych z ruchem, Warszawa : Wydawnictwo UW, 1979 (rozprawa habilitacyjna).
- Ocena wartości informacji w leksyce języka polskiego, [in:] A. Bogusławski, K. Byrski, Z. Lewicki (red.), Co badania filologiczne mówią o wartości. Materiały z sesji naukowej, 17–21 listopada 1986, t. II, Warszawa: Wydział Neofilologii UW, s. 213–230.
- Metainformacja jako przedmiot badań pragmatyki języka naturalnego. „Acta Philologica” 1986, nr 15, s. 13–23. ISSN 0065-1524.
- O języku znaków drogowych, [in:] A. Bogusławski, B. Bojar (red.), Od kodu do kodu. Prace ofiarowane Profesorowi Olgierdowi Adrianowi Wojtasiewiczowi na 70-lecie Jego urodzin, Warszawa: Wydawnictwo UW, 1987, s. 237–248. ISBN 83-230-0515-X
- Leksykalne wykładniki modalności aletycznej w języku polskim. „Acta Philologica” 1988, nr 21, s. 27–43. ISSN 0065-1524.
- Słownik encyklopedyczny terminologii języków i systemów informacyjno-wyszukiwawczych, Warszawa : Wydawnictwo UW, 1993 (red. nauk. i współautor).
- Słownik encyklopedyczny informacji, języków i systemów informacyjno-wyszukiwawczych, Warszawa : Wydawnictwo SBP, 2002 (red. nauk. i współautor), ISBN 83-87629-84-7.
- Językoznawstwo dla studentów informacji naukowej, Warszawa : Wydawnictwo SBP, 2005, ISBN 83-89316-35-8.
- Nieprzekładalne – o języku muzyki [in:] K. Grzywka (red.), Kultura – Literatura – Język – Pogranicza komparatystyki. Prace ofiarowane Profesorowi Lechowi Kolago w 70. rocznicę urodzin, t. II, Warszawa: Instytut Germanistyki UW, 2012, s. 1059–1076. ISBN 978-83-89919-76-2